# Østerbros Boldklub
 Denne artikel bør gennemlæses af en person med fagkendskab for at sikre den faglige korrekthed.

Østerbros Boldklub (ØB), var en dansk fodboldklub hjemmehørende på Østerbro i København stiftet den 1. september 1894. En klub med samme navn blev opløst i 1893. Klubben holdt til huse i lokaler i den gamle cementtribune i Idrætsparken og spillede sine kampe Fælledparken. klubben eksisterede indtil 1998, hvor klubben blev fusioneret med Ryvang Fodbold Club til Østerbro IF.
I starten spillede klubben om Københavnsmesterskabet i fodbold. De københavnske klubber var meget stærkere end landets øvrige klubber, så københavnsmesteren kunne utvivlsomt betragtes som landets stærkeste hold i perioden inden DM i fodbold blev indført 1913/14.
Senest i 1950-sæsonen spillede klubben i 1. division, den daværende bedste række i Danmark, men i 1953-sæsonen rykkede de ud af Danmarksturneringen og måtte spille i Danmarksserien.

## Meriter
Placeringer i 1. division: nr 4 1946/47 nr 7 1947/48 nr 7 1948/49 nr 10 1949/50
Placeringer 2. division: nr 1 1945/46 nr 2 1938/39 nr 2 1939/40 nr 8 1933/34 nr 10 1950/51
Placeringer 3. division: nr 1 1937/38 nr 10 1951/52 nr 12 1952/53

## Landsholdsspillere
- Helge Christian Bronée
- Poul Nielsen
- Carl Aage Præst
- Hans Erik Bruun

## Østerbro Idræts-Forening
Østerbro Idræts-Forening blev stiftet den 10. september 1998 som en sammenslutning mellem Østerbros Boldklub og Ryvang Fodbold Club, for at sikre og udbygge klubbernes aktiviteter og sportslige muligheder. Klubbens førstehold spiller i 2006/07-sæsonen i Danmarksserien, hvilket er den højeste placering i klubbens korte historie. Klubben har pr. 2007 godt 500 medlemmer, hvoraf cirka 150 medlemmer er tilknyttet ungdomsafdelingen. Klubben er medlem af Københavns Boldspil-Union og afvikler deres hjemmebanekampe på Klosterfælleden (kendt som Buret) i Fælledparken.